# Groutiella subgoniorrhyncha
Groutiella subgoniorrhyncha är en bladmossart som beskrevs av Roelof J.van der Wijk och Margadant 1960. Groutiella subgoniorrhyncha ingår i släktet Groutiella och familjen Orthotrichaceae. Inga underarter finns listade i Catalogue of Life.